# SN 2001hm
SN 2001hm – supernowa odkryta 12 listopada 2001 roku w galaktyce A022832+0030. W momencie odkrycia miała maksymalną jasność 24,40m.